# 伊爾帕伊爾帕
伊爾帕伊爾帕是玻利維亞的城鎮，位於該國中部，由科恰班巴省負責管轄，距離首府科恰班巴70公里，海拔高度2,465米，每年平均降雨量約550毫米，2012年人口3,614。

## 外部連結
- Map of the Capinota Province
- （西班牙文） Instituto Nacional de Estadistica de Bolivia  (INE)